# رجل العنزة الكشميرية
رجل العنزة الكشميرية (الاسم العلمي:Aegopodium kashmiricum) هو نوع من النباتات يتبع جنس رجل العنزة من الفصيلة الخيمية.